# Novo urbanismo

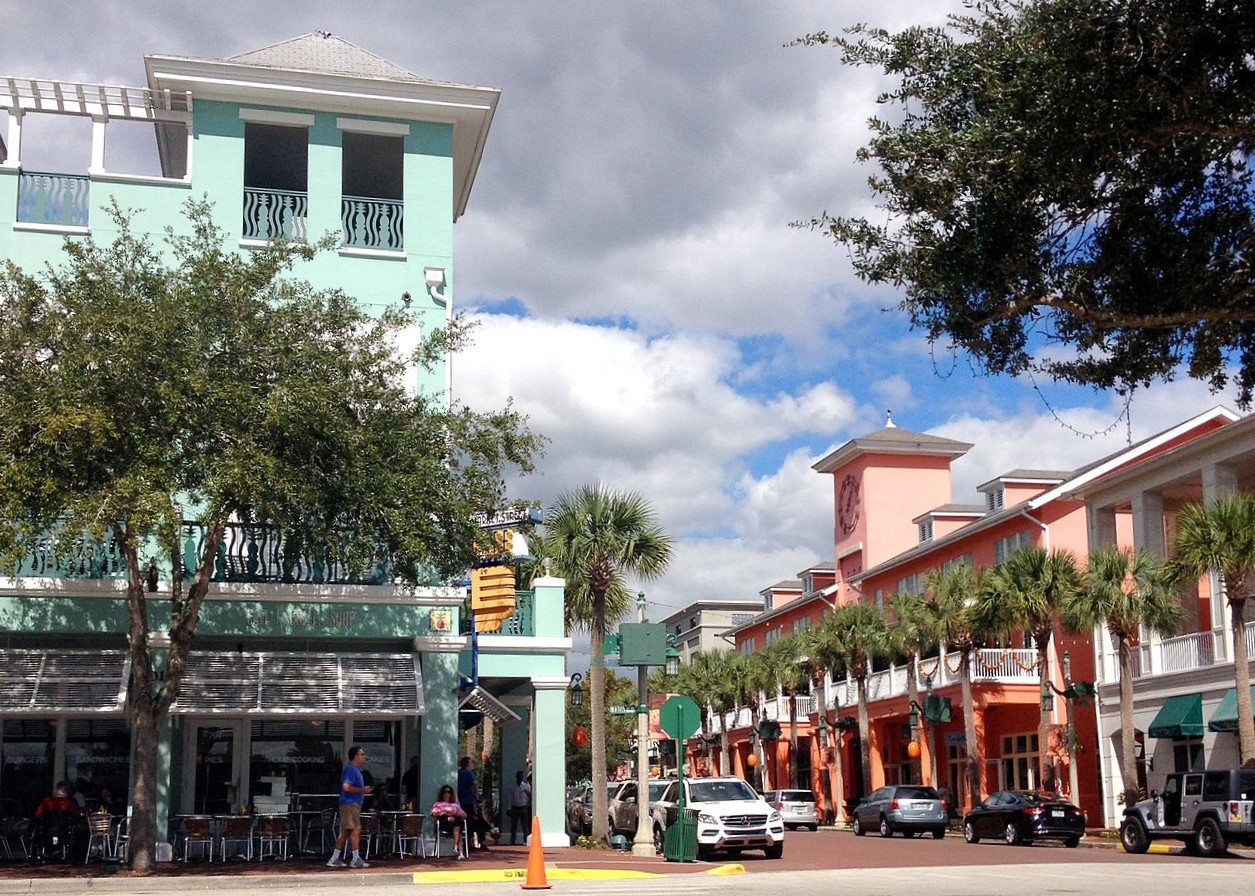
Rua do Mercado, Celebration (Flórida)

O Novo urbanismo é um movimento de design urbano que promove hábitos ecológicos através da criação de bairros que possam ser atravessados a pé, e compostos por uma vasta oferta em tipos de emprego e de habitação. O Novo urbanismo tenta remediar os males associados ao alastramento suburbano e à consequente dependência no automóvel, e tem gradualmente aumentado a sua influência em matérias de planeamento urbano e ordenamento do território.
As ideias que deram origem ao Novo Urbanismo começaram a solidificar-se nos anos 70 e 80 com as visões urbanas de Léon Krier e Christopher Alexander, mas o termo "Novo urbanismo" começou apenas a ser usada neste contexto especifico em meados dos anos 80.